# Televisão Nacional da Bulgária
A Televisão Nacional da Bulgária (Em búlgaro, Българска национална телевизия), conhecida como BNT (БНТ) é uma rede de televisão da Bulgária.

## História
Foi criada em 1959. As transmissões a cores vieram em 1970.
Sua sede fica em Sófia na 29 San Stefano Str.

## Arrecadação
A BNT é mantida por um fundo público (Cerca de 60%) e o restante provém de comerciais de televisão.
A empresa tem quatro centros regionais de radiodifusão, com sedes em Blagoevgrad , Varna, Plovdiv e Rousse.